# Chari

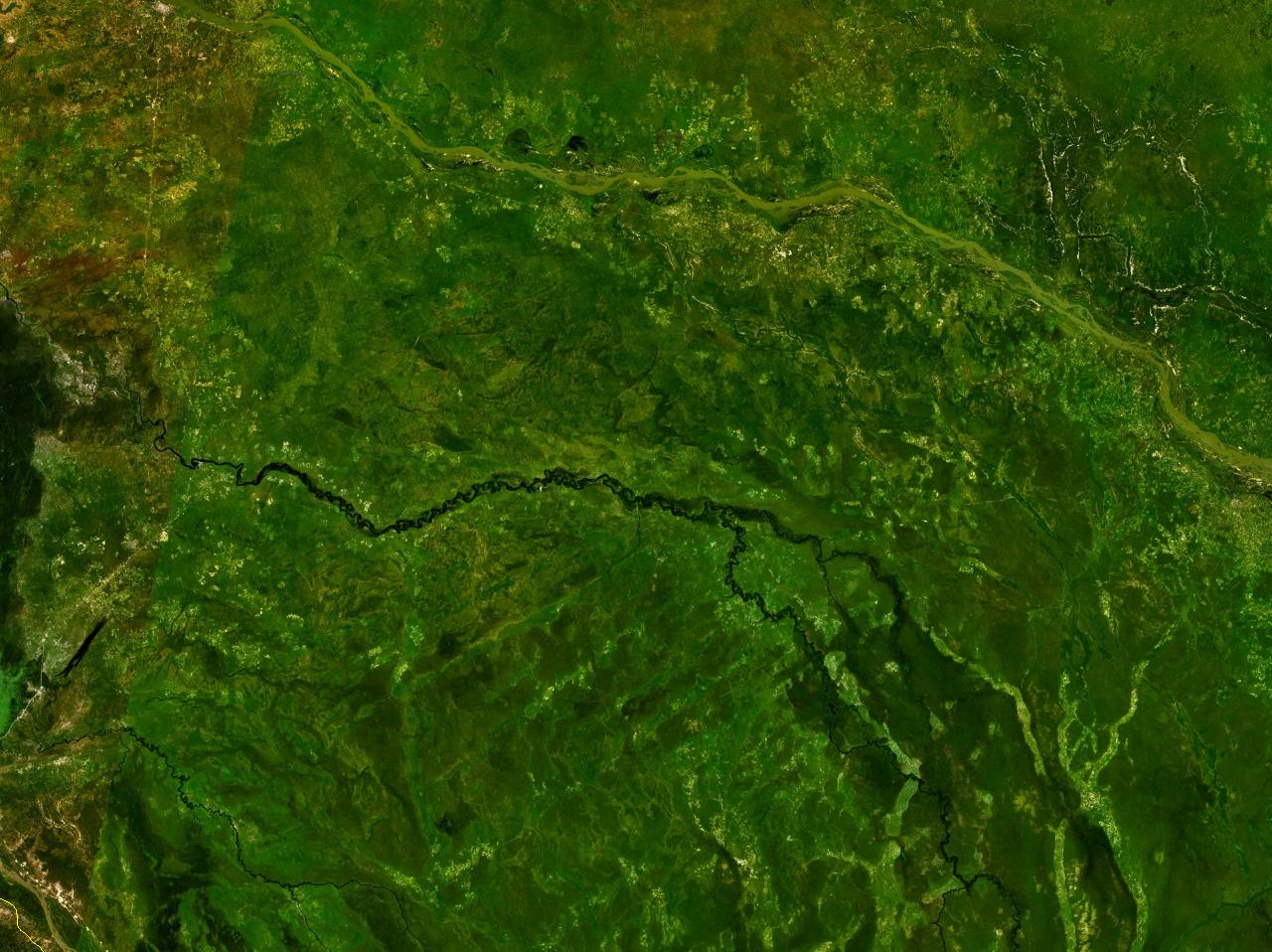
El riu Chari des de l'espai.

El riu Chari (francès: Chari; àrab: نهر شاري, nahr Xari) és un riu de l'Àfrica central. Neix a la República Centreafricana i desguassa al llac Txad després d'haver travessat el Txad. La darrera part del curs fa de frontera entre el Txad i el Camerun. Recorre uns 1.200 km i la seva conca ocupa una extensió de 600.000 km².
El riu Chari representa el 95% de les aportacions d'aigua al llac Txad. La majora dels habitants del Txad viuen a les ribes del Chari o dels seus afluents. Passa, entre d'altres, per les ciutats txadianes de Sarh i N'Djamena.
Entre els seus afluents destaquen, per la dreta, el Gribingui, el Bamingui, el Bangoran, el Bahr Aouk, el Bahr Keïta i el Bahr Salamat, i per l'esquerra l'Ouham o Bahr Sara i el Logone, que en són els emissaris principals.